# Lista jednostek Armii Unii ze stanu Nebraska

Flaga stanowa Nebraski

Stan Nebraska na mapie USA

Lista jednostek Armii Unii ze stanu Nebraska w czasie wojny secesyjnej 1861–1865.

## Piechota
- 1 Ochotniczy Pułk Piechoty Nebraski (1st Nebraska Volunteer Infantry Regiment)

## Kawaleria
- 1 Ochotniczy Pułk Kawalerii Nebraski (1st Nebraska Volunteer Cavalry Regiment)
- 1 Ochotniczy Batalion Kawalerii Nebraski (1st Nebraska Volunteer Cavalry Bataillon)
- 2 Ochotniczy Pułk Kawalerii Nebraski (2nd Nebraska Volunteer Cavalry Regiment)

## Artyleria
Stan Nebraska nie wystawił żadnego pułku artylerii.